# Sacisaurus

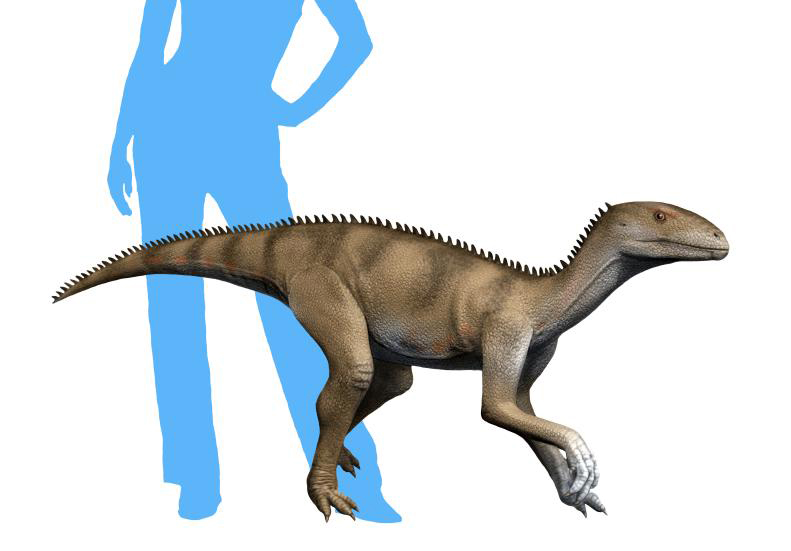
Sacisaurus agudoensis

Sacisaurus is een geslacht van uitgestorven reptielen behorend tot de groep van de Dinosauriformes dat leefde tijdens het Laat-Trias in het huidige Brazilië.
De geslachtsnaam verwijst naar Saci, een eenbenige boself uit de Braziliaanse folklore; van het fossiel werd maar één been teruggevonden. De soortnaam verwijst naar de stad Agudo, waar het fossiel in 2001 werd gevonden.
Sacisaurus bevond zich zeer basaal in de Dinosauriformes, nauw verwant aan de laatste gemeenschappelijke voorouder van de dinosauriërs. Het fragmentarische fossiel is gevonden in de Caturrita-formatie en beschreven door Ferigolo en Langer in 2006. Het heeft overeenkomsten met de dinosauriform Silesaurus. Beide soorten hebben echter kenmerken van hun kaken en tanden gemeen met de Ornithischia, zodat het mogelijk geacht wordt door Langer dat ze toch niet zó basaal zijn maar in feite dinosauriërs, als zeer basale ornithischiërs, hoewel dat niet de uitkomst is van de kladistische analyse die hijzelf heeft uitgevoerd.
Sacisaurus was ongeveer een anderhalve meter lang.